# Wartislaw († 1414/1415)
Wartislaw (* um 1398; † zwischen November 1414 und August 1415) war ein Prinz aus dem in Pommern regierenden Greifenhaus. 
Er war der älteste Sohn von Herzog Wartislaw VIII., der in Pommern-Wolgast regierte, und dessen Gemahlin Agnes von Sachsen-Lauenburg. 
Im Jahre 1413 wurde er mit Margarete von Brandenburg, einer Tochter des späteren Kurfürsten Friedrich I. von Brandenburg, verlobt. 
Wartislaw befand sich im September 1414 im Gefolge von König Sigismund in Nürnberg und nahm im November 1414 an dessen Krönung in Aachen teil. 
Wartislaw starb zwischen November 1414 und August 1415, jedenfalls vor seinem Vater, so dass er nicht zur Regierung kam. 